# 圣马尔
圣马尔（法語：Saint-Mard，法語發音：[sɛ̃ maʁ] ⓘ）是法国塞纳-马恩省的一个市镇，属于莫城区。

## 地理
圣马尔（49°2'18"N, 2°41'43"E）面积6.26 平方千米，位于法国法蘭西島大區塞纳-马恩省，该省份为法国北部内陆省份，北起瓦兹省，西接埃松省、马恩河谷省、塞纳-圣但尼省和瓦兹河谷省，南至卢瓦雷省，东南接约讷省，东临马恩省和奥布省，东北接埃纳省。
与圣马尔接壤的市镇（或旧市镇、城区）包括：鲁夫尔、达马尔坦昂戈埃勒、瑞伊、马尔谢莫雷、蒙热昂戈埃勒、蒂约。

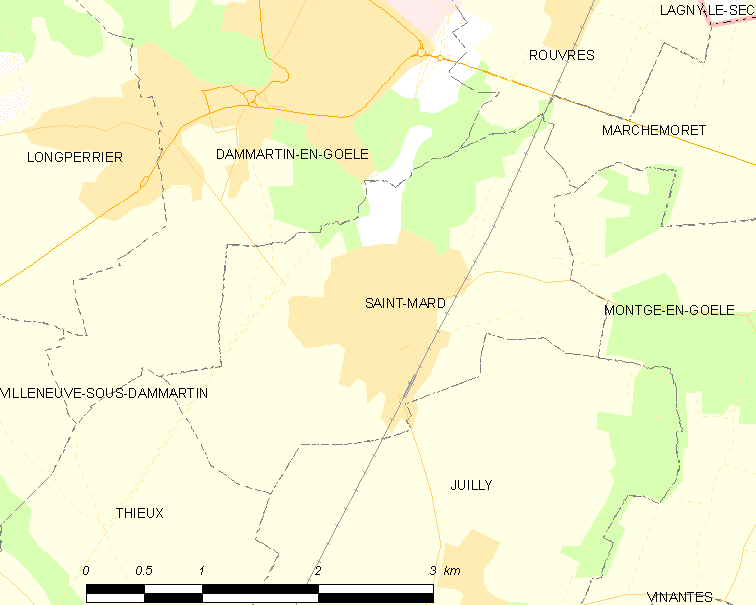
圣马尔的OSM定位图

圣马尔的时区为UTC+01:00、UTC+02:00（夏令时）。

## 行政
圣马尔的邮政编码为77230，INSEE市镇编码为77420。

## 政治
圣马尔所属的省级选区为米特里-莫里县。

## 人口

1962-2008年间圣马尔人口变化图示

圣马尔于2022年1月1日时的人口数量为3853人。